# Beaver Dam (condado de Dodge, Wisconsin)
Beaver Dam es un pueblo ubicado en el condado de Dodge en el estado estadounidense de Wisconsin. En el Censo de 2010 tenía una población de 3.962 habitantes y una densidad poblacional de 42,51 personas por km².

## Geografía
Beaver Dam se encuentra ubicado en las coordenadas 43°26′41″N 88°48′50″O / 43.44472, -88.81389. Según la Oficina del Censo de los Estados Unidos, Beaver Dam tiene una superficie total de 93.21 km², de la cual 85.69 km² corresponden a tierra firme y (8.07%) 7.52 km² es agua.

## Demografía
Según el censo de 2010, había 3.962 personas residiendo en Beaver Dam. La densidad de población era de 42,51 hab./km². De los 3.962 habitantes, Beaver Dam estaba compuesto por el 93.19% blancos, el 0.3% eran afroamericanos, el 0.25% eran amerindios, el 0.98% eran asiáticos, el 0% eran isleños del Pacífico, el 4.24% eran de otras razas y el 1.03% pertenecían a dos o más razas. Del total de la población el 6.28% eran hispanos o latinos de cualquier raza.